# Celeryville
Celeryville – jednostka osadnicza w Stanach Zjednoczonych, w stanie Ohio, w hrabstwie Huron.